# Vernonia lanifera
Vernonia lanifera là một loài thực vật có hoa trong họ Cúc. Loài này được Cristóbal & Dematt. mô tả khoa học đầu tiên năm 2002.